# Gmina Dełczewo
Gmina Dełczewo (mac. Општина Делчево) – gmina we wschodniej Macedonii Północnej.
Graniczy z gminami: Makedonska Kamenica od północnego zachodu, Winica od zachodu, Berowo od południowego zachodu Pehczewo od południa oraz z Bułgarią od północy i wschodu.
Skład etniczny
- 95,04% – Macedończycy
- 3,72% – Romowie
- 0,7% – Turcy
- 0,54% – pozostali

W skład gminy wchodzi:
- 1 miasto: Dełczewo
- 21 wsi: Bigła, Cziflik, Dramcze, Dzwegor, Gabrowo, Grad, Iliowo, Kiselica, Kosowo Dabje, Now Istewnik, Oczipała, Połeto, Razłowci, Sełnik, Stamer, Star Istewnik, Trabotiwiszte, Turija, Wetren, Wircze, Wratisławci.